# Ievgueni Sedov
Ievgueni Vadimovitch Sedov (russe : Евгений Вадимович Седо́в), né le 29 janvier 1996, est un nageur russe, pratiquant la nage libre.
Aux championnats d'Europe de natation en petit bassin 2015, il remporte la médaille d'or du 50 mètres nage libre.

## Palmarès

### Championnats du monde

#### En petit bassin
- Championnats du monde 2014 à Doha (Qatar) :
  -  Médaille d'or du 4 × 50 mètres nage libre.
  -  Médaille d'argent du 4 × 50 mètres nage libre mixte.
- Championnats du monde 2018 à Hangzhou (Chine) :
  -  Médaille d'argent du 4 × 50 mètres nage libre.
  -  Médaille de bronze du 4 × 50 mètres nage libre mixte.

### Championnats d'Europe

#### En petit bassin
- Championnats d'Europe 2015 à Netanya (Israël) :
  -  Médaille d'or du 50 mètres nage libre.
  -  Médaille d'or du 4 × 50 mètres nage libre.